# Centroclisis feralis
Centroclisis feralis is een insect uit de familie van de mierenleeuwen (Myrmeleontidae), die tot de orde netvleugeligen (Neuroptera) behoort. 
Centroclisis feralis is voor het eerst wetenschappelijk beschreven door Walker in 1853.